# Victor Batarseh
Victor Hanna Batarseh (in arabo فيكتور بطارسة‎?; Betlemme, 1º gennaio 1935) è un medico e politico palestinese.

## Biografia
Eletto nel 2005 sindaco di Betlemme in Cisgiordania, nei territori palestinesi occupati, è stato eletto come candidato della Fratellanza Betlemme e Blocco dello Sviluppo. Per legge, il presidente di questo gruppo deve essere un cristiano.
Prima di diventare sindaco esercitava la professione di medico. Professa la religione cattolica.